# 旭町 (台北市)
旭町（あさひ-ちょう）は日本統治時代の台北市の行政区。城內の東部、現在の信義路一段、中山南路、林森南路、杭州南路一段、愛国東路の一部に相当する。

## 町内施設
- 山砲隊
- 台湾歩兵第一聯隊
- 台湾守備隊司令部